# Federación de Fútbol de Laos
La Federación de Fútbol de Laos (en lao: ສະຫະພັນ ບານເຕະ ແຫ່ງຊາດ ລາວ) es el organismo rector del fútbol en Laos. Fue fundada en 1951, desde 1952 es miembro de la FIFA y desde 1980 de la AFC. Organiza el campeonato de Liga y de los partidos de la selección nacional en sus distintas categorías.